# Indice de développement de genre

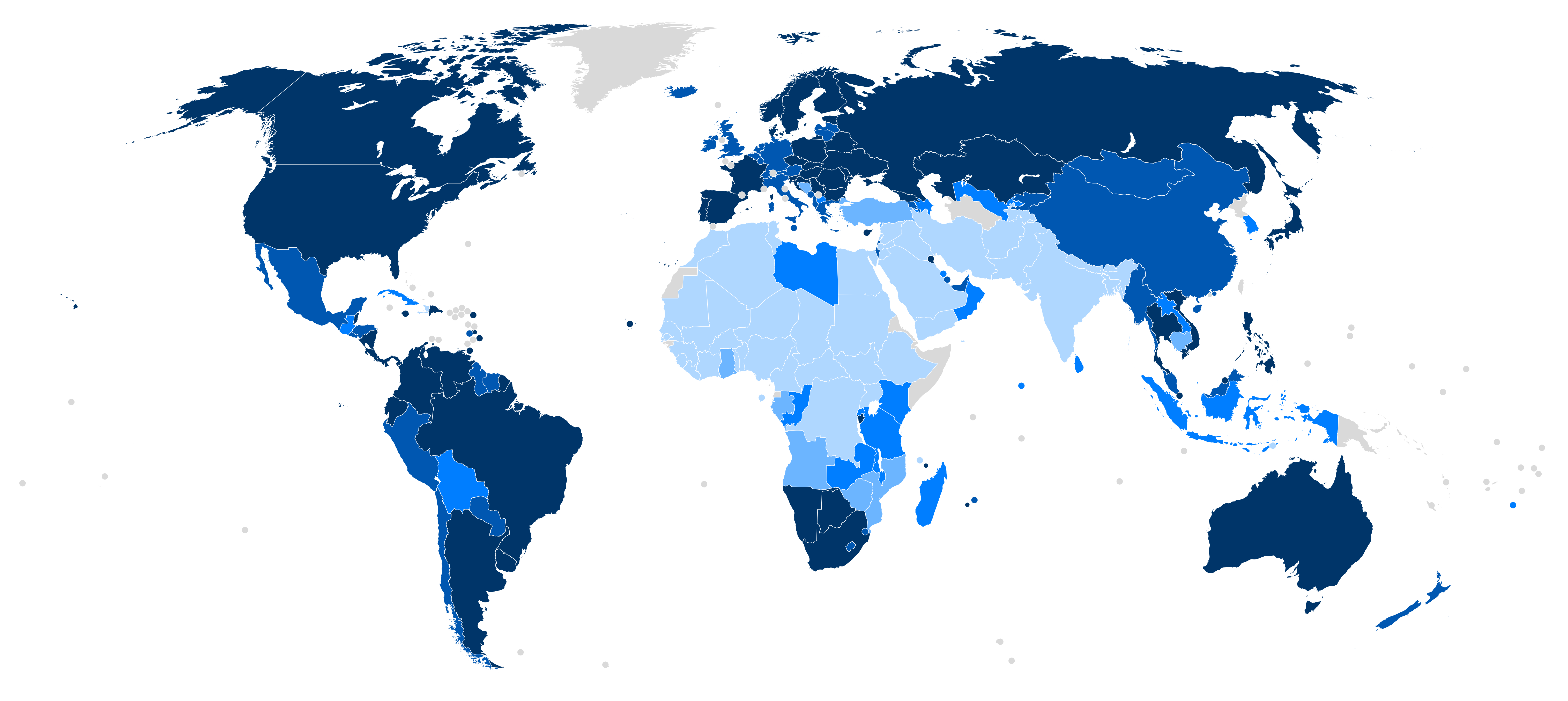
Pays par Indice de développement de genre en 2019.

Pour les articles homonymes, voir GDI.
L'Indice sexospécifique du développement humain ou ISDH  ou indice de développement de genre (en anglais, Gender-related Development Index ou GDI) est un indicateur statistique composite (sans unité). Il se rapproche de l'indice de développement humain (IDH), dont il reprend les variables mais tient compte des inégalités entre hommes et femmes.

## Contenu et utilisation
Il compte ainsi comme critères l'espérance de vie à la naissance des populations féminines et masculines, le taux d'alphabétisation et de scolarisation des hommes et des femmes et la part estimée des revenus du travail pour les hommes et les femmes.
Cet index est utilisé par le Programme des Nations unies pour le développement dans son rapport sur le développement humain.